# 2018-as labdarúgó-világbajnokság-selejtező (UEFA – D csoport)
A 2018-as labdarúgó-világbajnokság európai selejtező, D csoportjának eredményeit tartalmazó lapja. A csoport sorsolását 2015. július 25-én tartották Szentpéterváron. A csoportban a csapatok körmérkőzéses, oda-visszavágós rendszerben játszanak egymással. A csoportelső automatikus résztvevője a világbajnokságnak, a csoport második helyezettje a pótselejtezőn vett részt.
A csoportban Wales, Ausztria, Szerbia, Írország, Moldova és Grúzia szerepelt. Szerbia kijutott a világbajnokságra, Írország pótselejtezőt játszott.

## Tabella
| Hely. | Csapat   | M  | Gy | D | V | G+ | G– | Gk  | P  | Továbbjutás                         |     | Szerbia | Írország | Wales | Ausztria | Grúzia | Moldova |
| ----- | -------- | -- | -- | - | - | -- | -- | --- | -- | ----------------------------------- | --- | ------- | -------- | ----- | -------- | ------ | ------- |
| 1.    | Szerbia  | 10 | 6  | 3 | 1 | 20 | 10 | +10 | 21 | Kijutott a 2018-as világbajnokságra |     | —       | 2–2      | 1–1   | 3–2      | 1–0    | 3–0     |
| 2.    | Írország | 10 | 5  | 4 | 1 | 12 | 6  | +6  | 19 | Pótselejtező                        |     | 0–1     | —        | 0–0   | 1–1      | 1–0    | 2–0     |
| 3.    | Wales    | 10 | 4  | 5 | 1 | 13 | 6  | +7  | 17 |                                     |     | 1–1     | 0–1      | —     | 1–0      | 1–1    | 4–0     |
| 4.    | Ausztria | 10 | 4  | 3 | 3 | 14 | 12 | +2  | 15 |                                     | 3–2 | 0–1     | 2–2      | —     | 1–1      | 2–0    |         |
| 5.    | Grúzia   | 10 | 0  | 5 | 5 | 8  | 14 | −6  | 5  |                                     | 1–3 | 1–1     | 0–1      | 1–2   | —        | 1–1    |         |
| 6.    | Moldova  | 10 | 0  | 2 | 8 | 4  | 23 | −19 | 2  |                                     | 0–3 | 1–3     | 0–2      | 0–1   | 2–2      | —      |         |

## Mérkőzések
Az időpontok közép-európai idő szerint értendők.
| 2016. szeptember 5. 18:00 (20:00 UTC+4) |

| Grúzia       | 1–2               | Ausztria                  |
| ------------ | ----------------- | ------------------------- |
| Ananidze 78' | (0–2) Jegyzőkönyv | Hinteregger 16' Janko 42' |

| Borisz Paicsadze Stadion, Tbiliszi Nézőszám: 28 500 Játékvezető: Alekszej Kulbakov (fehérorosz) |

| 2016. szeptember 5. 20:45 (20:45 UTC+2) |

| Szerbia                         | 2–2               | Írország               |
| ------------------------------- | ----------------- | ---------------------- |
| Kostić 62' Tadić 69' (11-esből) | (0–1) Jegyzőkönyv | Hendrick 3' Murphy 81' |

| Red Star Stadium, Belgrád Nézőszám: 7896 Játékvezető: Kassai Viktor (magyar) |

| 2016. szeptember 5. 20:45 (19:45 UTC+1) |

| Wales                                         | 4–0               | Moldova |
| --------------------------------------------- | ----------------- | ------- |
| Vokes 38' Allen 44' Bale 51' 90+5' (11-esből) | (2–0) Jegyzőkönyv |         |

| Cardiff City Stadium, Cardiff Nézőszám: 31 731 Játékvezető: Liran Liany (izraeli) |

| 2016. október 6. 20:45 (20:45 UTC+2) |

| Ausztria           | 2–2               | Wales                          |
| ------------------ | ----------------- | ------------------------------ |
| Arnautović 28' 48' | (1–2) Jegyzőkönyv | Allen 22' Wimmer 45+1' (öngól) |

| Ernst Happel Stadion, Bécs Nézőszám: 44 200 Játékvezető: Cüneyt Çakır (török) |

| 2016. október 6. 20:45 (21:45 UTC+3) |

| Moldova | 0–3               | Szerbia                           |
| ------- | ----------------- | --------------------------------- |
|         | (0–2) Jegyzőkönyv | Kostić 19' Ivanović 37' Tadić 59' |

| Zimbru Stadion, Chișinău Nézőszám: 6192 Játékvezető: Alekszej Kulbakov (fehérorosz) |

| 2016. október 6. 20:45 (19:45 UTC+1) |

| Írország    | 1–0               | Grúzia |
| ----------- | ----------------- | ------ |
| Coleman 56' | (0–0) Jegyzőkönyv |        |

| Aviva Stadion, Dublin Nézőszám: 39 793 Játékvezető: Tony Chapron (francia) |

| 2016. október 9. 18:00 (17:00 UTC+1) |

| Wales    | 1–1               | Grúzia          |
| -------- | ----------------- | --------------- |
| Bale 10' | (1–0) Jegyzőkönyv | Okriashvili 57' |

| Cardiff City Stadion, Cardiff Nézőszám: 32 652 Játékvezető: Paolo Mazzoleni (olasz) |

| 2016. október 9. 20:45 (21:45 UTC+3) |

| Moldova       | 1–3               | Írország                |
| ------------- | ----------------- | ----------------------- |
| Bugajev 45+1' | (1–1) Jegyzőkönyv | Long 2' McClean 69' 76' |

| Zimbru Stadion, Chișinău Nézőszám: 6089 Játékvezető: Jakob Kehlet (dán) |

| 2016. október 9. 20:45 (20:45 UTC+2) |

| Szerbia                   | 3–2               | Ausztria               |
| ------------------------- | ----------------- | ---------------------- |
| Mitrović 6' 23' Tadić 74' | (2–1) Jegyzőkönyv | Sabitzer 16' Janko 62' |

| Red Star Stadium, Belgrád Nézőszám: 14 200 Játékvezető: Jonas Eriksson (svéd) |

| 2016. november 12. 18:00 (18:00 UTC+1) |

| Ausztria | 0–1               | Írország    |
| -------- | ----------------- | ----------- |
|          | (0–0) Jegyzőkönyv | McClean 48' |

| Ernst Happel Stadion, Bécs Nézőszám: 48 500 Játékvezető: Szergej Karaszjov (orosz) |

| 2016. november 12. 18:00 (21:00 UTC+4) |

| Grúzia          | 1–1               | Moldova    |
| --------------- | ----------------- | ---------- |
| Kazaishvili 16' | (1–0) Jegyzőkönyv | Gaţcan 78' |

| Borisz Paicsadze Stadion, Tbiliszi Nézőszám: 40 642 Játékvezető: Georgi Kabakov (bolgár) |

| 2016. november 12. 20:45 (19:45 UTC±0) |

| Wales    | 1–1               | Szerbia         |
| -------- | ----------------- | --------------- |
| Bale 30' | (1–0) Jegyzőkönyv | A. Mitrović 86' |

| Cardiff City Stadion, Cardiff Nézőszám: 32 879 Játékvezető: Alberto Undiano Mallenco (spanyol) |

| 2017. március 24. 18:00 (21:00 UTC+4) |

| Grúzia        | 1–3               | Szerbia                                            |
| ------------- | ----------------- | -------------------------------------------------- |
| Katcharava 6' | (1–1) Jegyzőkönyv | Tadić 45' (11-esből) A. Mitrović 64' Gačinović 86' |

| Borisz Paicsadze Stadion, Tbiliszi Nézőszám: 31 328 Játékvezető: Felix Zwayer (német) |

| 2017. március 24. 20:45 (20:45 UTC+1) |

| Ausztria                  | 2–0               | Moldova |
| ------------------------- | ----------------- | ------- |
| Arnautović 75' Harnik 90' | (0–0) Jegyzőkönyv |         |

| Ernst Happel Stadion, Bécs Nézőszám: 21 000 Játékvezető: Vad István (magyar) |

| 2017. március 24. 20:45 (19:45 UTC±0) |

| Írország | 0–0         | Wales      |
| -------- | ----------- | ---------- |
|          | Jegyzőkönyv | Taylor 69′ |

| Aviva Stadion, Dublin Nézőszám: 49 989 Játékvezető: Nicola Rizzoli (olasz) |

| 2017. június 11. 18:00 (19:00 UTC+3) |

| Moldova               | 2–2               | Grúzia                           |
| --------------------- | ----------------- | -------------------------------- |
| Gînsari 15' Dedov 36' | (2–0) Jegyzőkönyv | Merebashvili 65' Kazaishvili 70' |

| Zimbru Stadion, Chișinău Nézőszám: 4803 Játékvezető: Andreas Ekberg (svéd) |

| 2017. június 11. 18:00 (17:00 UTC+1) |

| Írország    | 1–1               | Ausztria        |
| ----------- | ----------------- | --------------- |
| Walters 85' | (0–1) Jegyzőkönyv | Hinteregger 31' |

| Aviva Stadion, Dublin Nézőszám: 50 000 Játékvezető: David Fernández Borbalán (spanyol) |

| 2017. június 11. 20:45 (20:45 UTC+2) |

| Szerbia      | 1–1               | Wales                 |
| ------------ | ----------------- | --------------------- |
| Mitrović 74' | (0–1) Jegyzőkönyv | Ramsey 35' (11-esből) |

| Rajko Mitić Stadion, Belgrád Nézőszám: 46 673 Játékvezető: Manuel De Sousa (portugál) |

| 2017. szeptember 2. 18:00 (20:00 UTC+4) |

| Grúzia          | 1–1               | Írország |
| --------------- | ----------------- | -------- |
| Qazaishvili 34' | (1–1) Jegyzőkönyv | Duffy 4' |

| Borisz Paicsadze Stadion, Tbiliszi Játékvezető: Ivan Kružliak (szlovák) |

| 2017. szeptember 2. 18:00 (18:00 UTC+2) |

| Szerbia                                | 3–0               | Moldova |
| -------------------------------------- | ----------------- | ------- |
| Gaćinović 20' Kolarov 30' Mitrović 81' | (2–0) Jegyzőkönyv |         |

| Partizan Stadion, Belgrád Játékvezető: Bognár Tamás (magyar) |

| 2017. szeptember 2. 20:45 (19:45 UTC+1) |

| Wales        | 1–0               | Ausztria |
| ------------ | ----------------- | -------- |
| Woodburn 74' | (0–0) Jegyzőkönyv |          |

| Cardiff City Stadion, Cardiff Játékvezető: Ovidiu Hațegan (román) |

| 2017. szeptember 5. 20:45 (20:45 UTC+2) |

| Ausztria   | 1–1               | Grúzia    |
| ---------- | ----------------- | --------- |
| Schaub 43' | (1–1) Jegyzőkönyv | Gvilia 8' |

| Ernst Happel Stadion, Bécs Játékvezető: Orel Grinfeeld (izraeli) |

| 2017. szeptember 5. 20:45 (21:45 UTC+3) |

| Moldova | 0–2               | Wales                        |
| ------- | ----------------- | ---------------------------- |
|         | (0–0) Jegyzőkönyv | Robson-Kanu 80' Ramsey 90+3' |

| Zimbru Stadion, Chișinău Játékvezető: Paweł Raczkowski (lengyel) |

| 2017. szeptember 5. 20:45 (19:45 UTC+1) |

| Írország | 0–1               | Szerbia     |
| -------- | ----------------- | ----------- |
|          | (0–0) Jegyzőkönyv | Kolarov 55' |

| Aviva Stadion, Dublin Játékvezető: Cüneyt Çakır (török) |

| 2017. október 6. 18:00 (20:00 UTC+4) |

| Grúzia | 0–1               | Wales        |
| ------ | ----------------- | ------------ |
|        | (0–0) Jegyzőkönyv | Lawrence 49' |

| Borisz Paicsadze Stadion, Tbiliszi Játékvezető: Jesús Gil Manzano (spanyol) |

| 2017. október 6. 20:45 (20:45 UTC+2) |

| Ausztria                                  | 3–2               | Szerbia                   |
| ----------------------------------------- | ----------------- | ------------------------- |
| Burgstaller 25' Arnautović 76' Schaub 89' | (1–1) Jegyzőkönyv | Milivojević 11' Matić 83' |

| Ernst Happel Stadion, Bécs Játékvezető: Pavel Královec (cseh) |

| 2017. október 6. 20:45 (19:45 UTC+1) |

| Írország      | 2–0               | Moldova |
| ------------- | ----------------- | ------- |
| Murphy 2' 19' | (2–0) Jegyzőkönyv |         |

| Aviva Stadion, Dublin Játékvezető: Bas Nijhuis (holland) |

| 2017. október 9. 20:45 (21:45 UTC+3) |

| Moldova | 0–1               | Ausztria   |
| ------- | ----------------- | ---------- |
|         | (0–0) Jegyzőkönyv | Schaub 69' |

| Zimbru Stadion, Chișinău Játékvezető: Bart Vertenten (belga) |

| 2017. október 9. 20:45 (20:45 UTC+2) |

| Szerbia      | 1–0               | Grúzia |
| ------------ | ----------------- | ------ |
| Prijović 74' | (0–0) Jegyzőkönyv |        |

| Red Star Stadium, Belgrád Játékvezető: Paweł Gil (lengyel) |

| 2017. október 9. 20:45 (19:45 UTC+1) |

| Wales | 0–1               | Írország    |
| ----- | ----------------- | ----------- |
|       | (0–0) Jegyzőkönyv | McClean 57' |

| Cardiff City Stadium, Cardiff Játékvezető: Damir Skomina (szlovén) |